# Підгірці (Грубешівський повіт)
Підгірці (Подгорце, пол. Podhorce) — село в Польщі, у гміні Вербковичі Грубешівського повіту Люблінського воєводства. Населення — 421 особа (2011).

## Історія

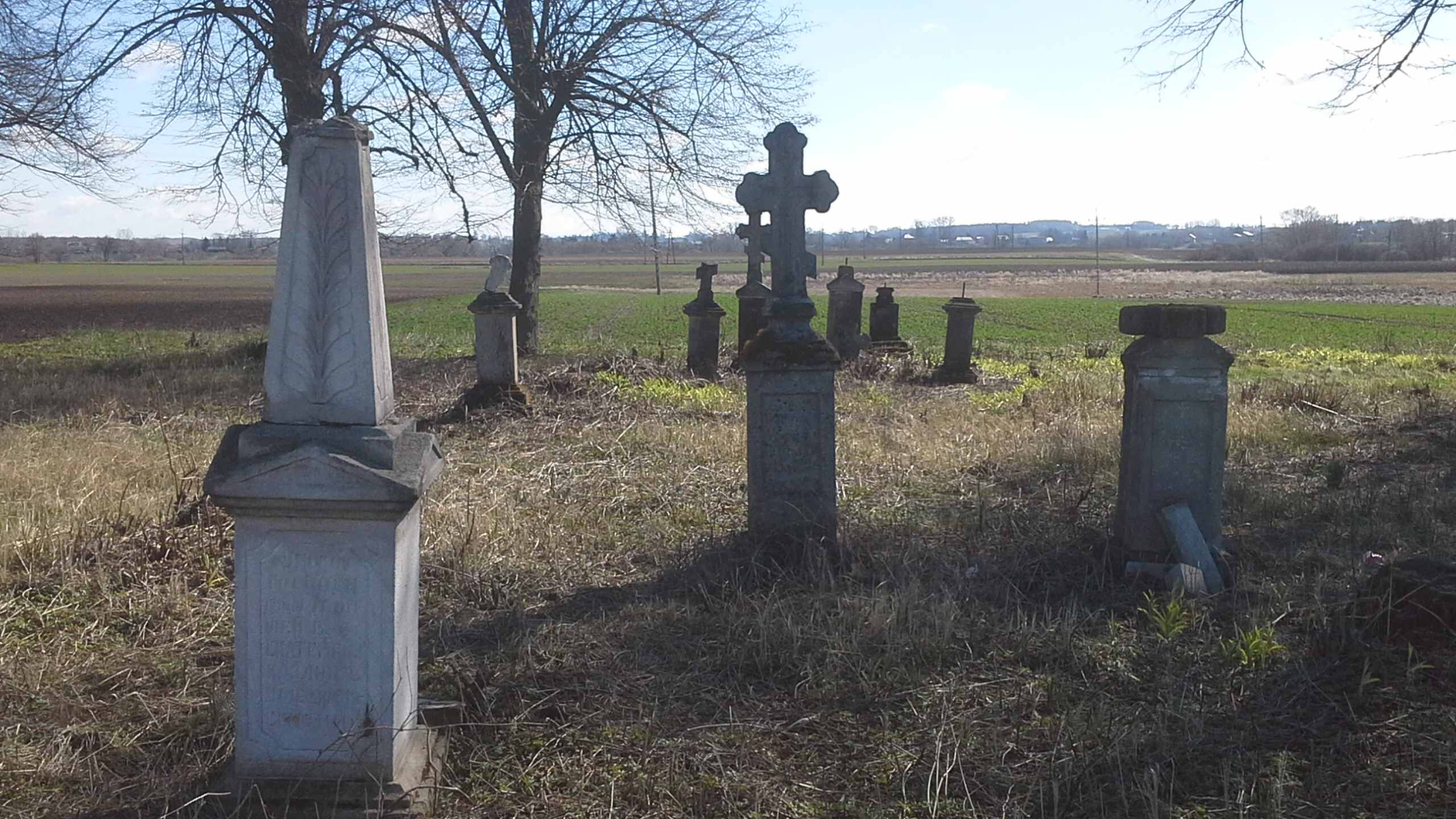
Православний цвинтар

1531 року вперше згадується церква східного обряду в селі.
За даними етнографічної експедиції 1869—1870 років під керівництвом Павла Чубинського, у селі проживали греко-католики, які розмовляли українською мовою.
Після Першої світової війни, коли Підгірці опинилися у складі міжвоєнної Польщі, мешканці села зверталися до польської влади з проханням дозволити українським дітям навчатися українською мовою, на що отримали відмову.
У 1975—1998 роках село належало до Замойського воєводства.

## Населення
Демографічна структура станом на 31 березня 2011 року:
|          | Загалом | Допрацездатний вік | Працездатний вік | Постпрацездатний вік |
| -------- | ------- | ------------------ | ---------------- | -------------------- |
| Чоловіки | 221     | 46                 | 147              | 28                   |
| Жінки    | 200     | 41                 | 109              | 50                   |
| Разом    | 421     | 87                 | 256              | 78                   |

## Особистості

### Народилися
- Олександр Шевчук (1920—1946) — український військовий діяч, ройовий УПА.